# كوستيتكس
بلدية كوستيتكس (بالإسبانية: Costitx) هي بلدية تقع في منطقة جزر البليار شرق إسبانيا.

## الديموغرافيا
بلغ عدد سكان بلدية كوستيتكس 1.133 نسمة عام 2011 (وفقاً للمعهد الوطني للإحصاء الإسباني).
| 824 | 876 | 971 | 1.004 | 967 | 1.078 | 1.133 |